# Petrijanec
Petrijanec es un municipio de Croacia ubicado en el condado de Varaždin.

## Geografía
Se encuentra a una altitud de 166 m s. n. m. a 98,5 km de la capital nacional, Zagreb.

## Demografía
En el censo 2011, el total de población del municipio fue de 4812 habitantes, distribuidos en las siguientes localidades:
- Donje Vratno - 395
- Družbinec - 549
- Majerje - 756
- Nova Ves Petrijanečka - 895
- Petrijanec - 1 431
- Strmec Podravski - 656
- Zelendvor - 129

| Gráfica de población de Petrijanec 1857-2011                        |
|                                                                     |
| Según los censos de población de la oficina estadística de Croacia. |